# Hemus Air
Hemus Air (болг. Хемус Ер, «Хемус Эйр») — авиакомпания, базирующаяся в Софии, Болгария.
Обслуживает регулярные международные и местные маршруты из Софии и Варны, а также чартерные, грузовые маршруты и выполняет рейсы скорой помощи. Основной базой авиакомпании является аэропорт Софии, также имеет хаб в аэропорту Варны. После приобретения Болгария Эйр все регулярные рейсы Хемус Эйр выполняются под флагом Болгария Эйр.

## История
Хемус Эйр принадлежит финансово-промышленной группе ТИМ из Варны. Авиакомпания была создана и начала работу в 1986, когда отделилась от Балканских Болгарских Авиалиний.
Первоначально авиакомпания работала как отдельное подразделение, обеспечивая рейсы скорой медицинской помощи, производя облёт радиостанций и аэрофотосъемку. В 1991 авиакомпания стала отдельным юридическим лицом и получила название Хемус Эйр. Компания была приватизирована болгарскими инвесторами в 2002 и с этого времени столкнулась с жёсткой конкуренцией со стороны иностранных перевозчиков, так же как преемник Балканских Болгарских Авиалиний, Болгария Эйр. Менеджмент Хемус Эйр принял на себя обязательства объединить крупнейшие болгарские авиакомпании и был выбран болгарским правительством как привилегированный претендент для продажи Болгария Эйр. Хемус Эйр приобрёл долю в 99,9 % во флагманском перевозчике за 6.6 млн евро и инвестиционные обязательства в сумме 86 млн евро за последующие пять лет. Хемус Эйр и Болгария Эйр начали сотрудничество по код-шерингу на рейсе София — Берлин Тегель в начале 2007. Хемус Эйр получил несколько самолётов от Болгария Эйр.

## Назначения
Хемус Эйр обслуживает следующие маршруты (на январь 2008):
- Международные регулярные рейсы:
  - Триполи

Все остальные маршруты обслуживаются под флагом Болгария Эйр.

## Флот
Флот Хемус Эйр включает следующие самолёты (на 3 июня 2008):
- 1 Avro RJ70 (один самолёт передан в операционную аренду TIM Holding)
- 4 BAe 146-200 (один самолёт передан в операционную аренду Belle Air)
- 4 BAe 146-300 (два самолёта передано в операционную аренду Taban Air)
- 1 Boeing 737-300
- 1 Boeing 737-400

На 3 июня 2008 средний возраст флота Хемус Эйр составил 19.2 лет ( Архивная копия от 28 апреля 2009 на Wayback Machine).